# Ворачек, Якуб
Я́куб Во́рачек (чеш. Jakub Voraček; род. 15 августа 1989, Кладно) — чешский хоккеист, нападающий. Чемпион мира 2010 года в составе сборной Чехии. Игрок команды НХЛ «Аризона Койотис». Занимает четвёртое место среди чешских хоккеистов в истории НХЛ по набранным очкам (после Яромира Ягра, Патрика Элиаша и Милана Гейдука).

## Карьера в хоккее

### Клубная
Начинал карьеру в клубе «Кладно». В 2006 году стал чемпионом юниорской Экстралиги и дебютировал в основной команде. Летом 2006 года принял решение уехать в Канаду. Ворачек дебютировал в 2006 году в Канадской хоккейной лиге (CHL), выступая в течение двух сезонов за команду «Галифакс Мусхедз» в Квебекской юниорской хоккейной лиге (QMJHL). В 2007 году на входном драфте НХЛ он был выбран под седьмым номером командой «Коламбус Блю Джекетс», с которой подписал контракт 2 августа 2007 г. Первый гол в НХЛ он забил 10 октября 2008 г. в поединке с «Даллас Старз», он же стал одним из авторов первого гола команды в плей-офф Кубка Стэнли, отдав голевой пас на Эр Джея Умбергера. 23 июня 2011 года он перешёл в «Филадельфию Флайерз» (команда приняла его в обмен на Джеффа Картера). Контракт был подписан 1 июля (в тот же день в команду перешёл и Яромир Ягр, соотечественник и коллега Ворачека по сборной).
На время локаута в НХЛ присоединился к выступающему в КХЛ пражскому «Льву», отыграв за «львов» первую половину сезона 2012/2013.
Самым успешным сезоном в НХЛ для Ворачека стал сезон 2014/15, в котором он набрал 81 очко (22 шайбы и 59 передач) в 82 играх. По итогам этого сезона Ворачек был включён в первую символическую сборную НХЛ.
24 июля 2021 года был обменян в «Коламбус Блю Джекетс» на Кэма Аткинсона.
6 января 2022 года сыграл свой 1000-й матч в регулярных сезонах НХЛ. Ворачек стал 12-м чехом, достигшим данной отметки.
23 апреля 2024 года объявил о завершении карьеры.

### В сборной
В молодёжной сборной Ворачек сыграл на чемпионатах мира 2007 и 2008 гг. В составе основной сборной стал чемпионом мира 2010 г. и бронзовым призёром чемпионата мира 2011 г. Также является бронзовым призёром чемпионата мира среди юниоров 2006 г.

## Награды и достижения
- Чемпион мира 2010
- Бронзовый призёр чемпионата мира 2011
- Бронзовый призёр юниорского чемпионата мира (до 18 лет) 2006
- Обладатель Кубка RDS: 2007
- Обладатель Мишель Бержерон Трофи: 2007
- Участник Матча всех звёзд НХЛ: 2015
- Обладатель Золотой клюшки лучшему хоккеисту Чехии: 2015[11]
- Вошел в первую символическую сборную НХЛ по итогам регулярного чемпионата 2014/2015
- Вошел в символическую сборную чемпионата мира 2019

## Статистика
| Легенда | Легенда                    | Легенда | Легенда                   | Легенда | Легенда    |
| ------- | -------------------------- | ------- | ------------------------- | ------- | ---------- |
| И       | Количество проведённых игр | Штр     | Штрафное время            | +/−     | Плюс-минус |
| Г       | Голы                       | П       | Голевые передачи          | О       | Очки       |
| -       | Статистика неизвестна      | —       | Статистика не учитывалась |         |            |

## Личная жизнь
С 2011 года встречался с американкой Николь, которая моложе его на один год. В декабре 2016 года у них родился сын Джейк. В 2018 году они расстались. Сейчас Ворачек встречается с Маркетой Бурешовой. У пары двое детей: сын Матей родился в мае 2019 года, дочь родилась в начале 2021 года.
Помимо хоккея Якуб также известен своими многочисленными благотворительными акциями.